# Prosopocera sexmaculata
Prosopocera sexmaculata är en skalbaggsart som beskrevs av Stefan von Breuning 1939. Prosopocera sexmaculata ingår i släktet Prosopocera och familjen långhorningar. Inga underarter finns listade i Catalogue of Life.